# Maceo Rigters
Maceo Rigters (* 22. ledna 1984, Amsterdam, Nizozemsko) je bývalý nizozemský fotbalový útočník se surinamskými kořeny.
Mimo Nizozemsko působil v Anglii a Austrálii.

## Reprezentační kariéra
Rigters byl členem nizozemského mládežnického výběru U21. Zúčastnil se domácího Mistrovství Evropy hráčů do 21 let 2007, kde Nizozemci porazili ve finále Srbsko 4:1 a vyhráli druhý titul v řadě. Stal se se 4 góly nejlepším střelcem šampionátu.